# Destry Rides Again (1932)
Destry Rides Again is een Amerikaanse western uit 1932. Het was de eerste geluidsfilm voor acteur Tom Mix. De film was gebaseerd op het gelijknamige boek van Max Brand, maar heeft hier weinig gelijkenissen mee – en evenmin op de in 1939 gemaakte remake.
Voor deze film werd gefilmd op de Los Turas Ranch in Los Angeles en, voor de scènes bij de trein en het spoor, in El Segundo in Californië. Mix was vooral bekend van de stomme films, maar deze film wordt beschouwd als een van zijn betere geluidsfilms.

## Verhaal
Door een getuigenis van gangster Tom Brent (Earle Foxe) wordt Tom Destry (Tom Mix) schuldig verklaard en moet voor een lange tijd de gevangenis in. Als Destry na jaren vrij komt, wil hij gerechtigheid en zijn onschuld bewijzen. Als de sheriff wordt doodgeschoten, nog voor hij kan zeggen wie erachter zat, gaat Destry op zoek naar de moordenaar. Hij komt erachter dat Brent de schuldige is.

## Rolverdeling
| Acteur         | Personage             |
| -------------- | --------------------- |
| Tom Mix        | Tom Destry            |
| Claudia Dell   | Sally Dangerfield     |
| ZaSu Pitts     | Uitzendkracht         |
| Stanley Fields | Sheriff Jerry Wendell |
| Earle Foxe     | Tom Brent             |
| Edward Peil    | Frank Warren          |
| Francis Ford   | Judd Ogden            |
| Fred Howard    | Edward Clifton        |
| George Ernest  | Willie                |
| Edward LeSaint | Mr. Dangerfield       |
| Tony het paard | Tony                  |